# バーばーヤング
『バーばーヤング 』は、2005年10月2日 - 2007年3月25日まで、サンテレビで毎週日曜日21:00 - 21:54（JST）に放送されていたテレビ番組（トーク番組）である。

## 概要
番組の前半は理髪店（バーバー）で、後半はその隣に併設されたバー（飲み屋）でゲストとトーク。
毎回ゲストが登場し、メインのゲストは前半の理髪店のところから、それ以外のゲスト（主に知識人が多い）はバーのところから登場する。
番組の終了のクレジットには「終わり」ではなく「閉店」と出る。

## 出演者
- 店の主人役 - 月亭八方
- 常連客役 - オール阪神・和泉修

メインゲスト
- 中村鋭一
- 井上公造
- 佐々木博之
- 城みちる
- 原田伸郎
- ダニエル・カール
- 桂文福
- 道上洋三
- 新野新
- 芦屋小雁
- 青芝フック
- 堺すすむ
- 若一光司
- 小金沢昇司
- 白井文
- 山口良治
- 千田川親方[要追加記述]
- オスマン・サンコン
- 中村美律子
- 鈴木史朗
- 高橋元太郎
- ばんばひろふみ
- 内田明里
- 程一彦
- 久路流平

知識人
- 堀浩司[1]
- 鎌田実
- 土谷多恵子
- 若一光司
- もず唱平
- 辻本公俊
- 旭天鵬
- 白木みのる[2]
- ショー・コスギ[2]
- 古市忠夫
- 山本健治
- 石原旬子
- 平田進也

## 特徴
前半
番組の前半、理髪店に来たゲストには「店主のきまぐれカット」、またはそのゲストに合わせたテーマのカット（番組の当初は「店主のおすすめカット」）の二つが用意されており、実際にゲストが選択し、ゲストにちなんだテーマに基づいてトークが展開されていたが、2006年1月の放送からなくなった。
後半
後半のバーでの主なやり取りはメインゲストとともに知識人が来店しトークする。
バーには5種類のお品書き（メニュー）が事前に用意されており、それに基づいてトークが展開される。基本的には知識人用のメニューになっている。
- 5種類のお品書きのうち4品目は「店長のおすすめメニュー」。（番組開始約半年でなくなる。）
- 5種類のお品書きのうち5品目は「つまみの持ち込み可」。（同上）

一応飲み物のメニューは用意されている。メニューは、
- ビール
- ワイン（注文をしても出ない）
- チュウハイ
- ロック
- ウイスキー
- カクテル（注文をしても出ない）

## 店主のバーでの口癖
- バーでは飲み物が用意されているが一般的なもののみ（ビール・チューハイ・オレンジジュース・ウーロン茶、そしてトマトジュースの5種類のみ。）。けったいな飲み物を注文すると「おさき!そこのコンビニで買うてきて！」と叫ぶものの、結局客の注文に答えることはない。
- またバーで「水」を注文する客には「水では金は取れん!」といい、ウーロン茶、もしくはオレンジジュースが出される。オール阪神は、いつも車でサンテレビに収録に来ているため、ウーロン茶、もしくはオレンジジュース、一方和泉はビールを注文することが多い。

## テーマ曲・オープニング
- オープニング曲のタイトルは、シュガー・ベイブのアルバム『SONGS』収録の「すてきなメロディー」。
- バーに入る時の曲は番組開始当初は森山加代子の「白い蝶のサンバ」。現在は[いつ?]週代わり。
- オープニングの映像・スタジオのセットはレトロ調である。
- エンディング曲はクレイジーケンバンドの「あ、やるときゃやらなきゃダメなのよ。」。

## スタッフ
- 構成 : 中谷聡
- タイトル : 東村靖典
- 大道具 : 毎日舞台
- 小道具 : 高津商会
- 編集 : 片山一郎、稲葉洋輔
- MA：篠田竜作
- ディレクター : 久保仁、家村栄輝
- プロデューサー : 矢島道夫
- 協力 : テレコープ、TV.ネットワーク
- 制作著作 : SUN-TV

## 備考・その他
- 2006年1月1日の放送は、「新春!!漫才大爆ショー」の放送のために、放送時間が二時間繰り上がり、19:00からの放送であった。
- 以前、この番組が始まる前は「時代劇スペシャル」であったが、月曜8時枠が自主制作枠から海外ドラマ枠に変わったため、現在の枠が自主制作枠になった。